# Боранбаев, Канай
Боранбаев Канай (1896, а. Кастек Жамбылском районе Алматинской области — 15 января 1938, Магадан, РСФСР) — юрист, народный комиссар юстиции КазАССР в 1924—1925 годы.

## Биография
Учился в мужской гимназии города Верный.
В 1918—19 стал помощником чрезвычайного комиссара Жетысуской области при Туркестанском совете народных комиссаров в городе Ташкент.
В 1919—21 секретарь краевого комитета партии и член революционного трибунала Туркестанского фронта, а в 1921—23 заведующий следственным отделом областной чрезвычайной комиссии.
В 1924 году — прокурор Жетысуской области.
В качестве чрезвычайного представителя посещал Китай и занимался возвращением казахов на родину.
27 ноября 1924 году назначен наркомом юстиции и прокурором республики. Позже занимал должность прокурора города Уральск.
В 1926—28 — председатель сельскохозяйственного банка. В последующие годы жизни занимал различные посты в республиках Кыргызстан и Узбекистан.
В 1933 как «троцкист, националист, контрреволюционер» отправлен в ссылку в Магадан. 15 января 1938 за проведение агитационно-пропагандистской работы в лагере приговорён к расстрелу. 3 сентября 1963 года был реабилитирован.